# Frades (Segovia)
Frades es un despoblado español del municipio de Puebla de Pedraza, perteneciente a la provincia de Segovia, en la comunidad autónoma de Castilla y León.

## Geografía
La localidad estaba situada al norte del curso del río Cega.

## Historia
Frades, que fue municipio independiente, se disolvió de cara al censo de 1857, cuando su término se incorporó al de Puebla de Pedraza. Hacia mediados del siglo XIX, el lugar tenía contabilizada una población de 26 habitantes. Aparece descrito en el octavo volumen del Diccionario geográfico-estadístico-histórico de España y sus posesiones de Ultramar de Pascual Madoz con las siguientes palabras:

FRADES: l. agregado al ayunt. de Puebla de Pedraza en la prov. y dióc. de Segovia (6 leg.), part. jud. de Sepúlveda (3), aud. terr. y c. g. de Madrid (22): sit. en un alto y á la márg. der. del r. Cega: le combaten los vientos E., S. y O.; y su clima es propenso á tercianas: tiene 8 casas de mala construccion, y una igl. parr. (Ntra. Sra. del Cansuelo) aneja de la Puebla, cuyo párroco la sirve. El térm. se estiende 1/4 de leg. de N. á S., y 1/4 de E. á O.; y confina N. Cabezuela; E. y O. comunes de v. y tierra de Sepúlveda, y S. el r. Cega, el cual nace en las sierras carpentanas, entra en este térm. por el de la Puebla y sigue su curso por el de Veganzanes. En el pueblo hay un puente de madera para pasarle. El terreno es de segunda y tercera calidad, arenoso, con monte de pinar y un soto de fresnos, zarzas y espinos, con bastantes pastos. caminos: los que dirigen á los pueblos limítrofes en regular estado. El correo se recibe de la cab. del part. todos los dias por los que van al mercado. prod.: trigo, cebada, centeno, garbanzos, algarrobas, algunas legumbres y leña, su mayor cosecha trigo: mantiene ganado lanar, vacuno y asnal; cria caza de liebres y conejos, y pesca de barbos y anguilas. ind.: la agricola. El comercio está reducido á la esportacion de los granos sobrantes para los mercados de Sepúlveda, Pedraza, Turégano y Cantalejo. pobl.: 6 vec., 26 alm. cap. imp.: 12,812 rs. contr.: segun el cálculo general y oficial de la prov. 20'72 por 100.
(Madoz, 1847, p. 155)

La localidad quedó despoblada.

## Patrimonio
Queda en el lugar una ermita.